# منتخب كرواتيا لكرة الماء
منتخب كرواتيا الوطني لكرة الماء هو المنتخب الذي يمثل كرواتيا في منافسات كرة الماء للرجال، ويقوم إتحاد كرواتيا لكرة الماء بإدارة شؤونه، يعتبر واحد من أفضل منتخبات كرة الماء في العالم حيث تمكن من الفوز بميداليتين أولمبيتين ومرة واحدة كأس عالم ومرة واحدة بطولة أمم أوروبا.